# Sử Lâm
Sử Lâm (tiếng Trung: 史林, 1921 -) là một nữ diễn viên thoại kịch và điện ảnh Trung Hoa.

## Tiểu sử
Sử Lâm có nguyên danh là Sử Thụy Lâm (史瑞林), sinh tháng 11 năm 1921 tại thị trấn Lạc Lăng, tỉnh Sơn Đông.
Bà từng theo học chuyên khoa điêu khắc của Bắc Bình Quốc lập Nghệ thuật Viện. Năm 1941, bà gia nhập Bắc Bình kịch xã và tham gia vở kịch đầu tiên Quần oanh loạn phi (群鶯亂飛). Đến năm 1944 thì chuyển sang làm diễn viên của Trùng Khánh Nộ Hống kịch xã, Thượng Hải Côn Luân Ảnh nghiệp Công ty, Thượng Hải Quan chúng Huy kịch Diễn xuất Công ty, Trung Ảnh tam xưởng.
Năm 1949, sau khi nước Cộng hòa Nhân dân Trung Hoa thành lập, bà gia nhập đội ngũ diễn viên của Bắc Kinh Điện ảnh Chế phiến Xưởng và được mời làm giảng viên hệ thoại kịch của Bắc Kinh Huy kịch Chuyên khoa Học viện.

## Sự nghiệp

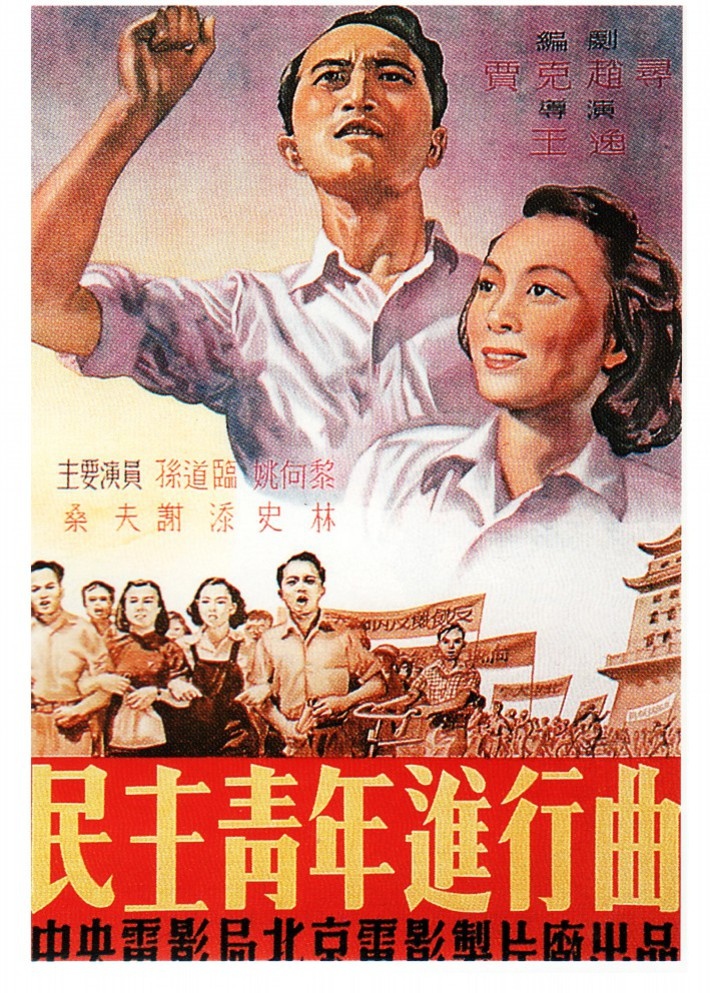
Bích chương phim Dân chủ thanh niên tiến hành khúc, sản xuất năm 1950 và công chiếu năm 1951.

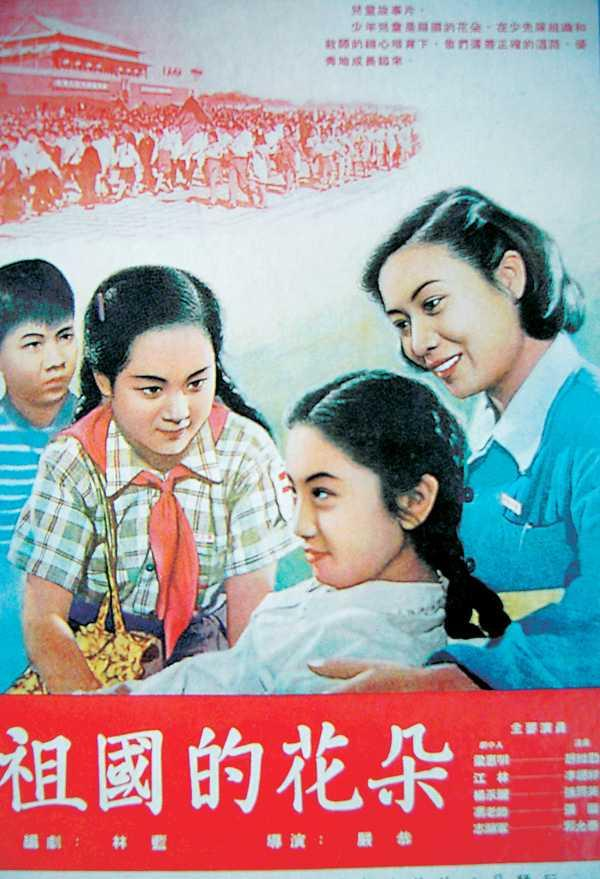
Bích chương phim Tổ quốc đích hoa đóa, 1955.

### Kịch
- Quần oanh loạn phi (群鶯亂飛)

### Phim
| - 1946: Trung nghĩa chi gia (忠義之家) - 1946: Sức phú lân thê (飾富鄰妻) - 1947: Bát thiên lý lạc vân hòa nguyệt (八千里路雲和月) - Sức di mẫu (飾姨母) - Nhất giang xuân thủy hướng Đông lưu (一江春水向東流) - Sức Hà đại thẩm (飾何大嬸) - Bích huyết thiên thu (碧血千秋) - Sức Ngô Chi Anh (飾吳芝瑛) - Hoa lạc thủy lưu hồng (花落水流紅) - 1950: Dân chủ thanh niên tiến hành khúc (民主青年進行曲) - 1955: La Tiểu Lâm đích huyết tâm (羅小林的決心) | - 1955: Tổ quốc đích hoa đóa (祖國的花朵) - 1956: Bất câu tiểu tiết đích nhân (不拘小節的人) - 1956: Chúc phúc (祝福) - 1960: Lôi vũ (雷雨) - Chân tình giả ý (真情假意) - Sưởng khai đích song hộ (敞開的窗戶) - Phạm Ni Hòa tha đích thúc thúc (范尼和他的叔叔) - Thiên sứ tại nhân gian (天使在人間) - Chí ái (摯愛) - 1965: Lang đào cổn cổn (浪濤滾滾) |